# Conistra submarginata
Conistra submarginata là một loài bướm đêm trong họ Noctuidae.